# Paradise Hills (San Diego)
Paradise Hills es un barrio en el área sudeste de la ciudad de San Diego. Es un barrio periférico de San Diego adyacente a la ciudad independiente de National City, y las comunidades no incorporadas de Lincoln Acres y Bonita.
Varias instalaciones militares están localizadas en este barrio, dándole al área una población diversa, consistiendo principalmente de filipinos y hispanos de cualquier raza. El barrio, es parte del código postal 92139, y abarca el área de la Avenida Rachael (los límites entre San Diego y National City), al sur de Paradise Valley Road (los límites con otro barrio de San Diego, North Bay Terraces), y al norte de la Ruta Estatal 54 (los límites entre San Diego y Bonita), y al oeste de Dusk Drive y la Calle Potomac.
Geográficamente, Paradise Hills limita el área este de la Avenida Rachael (límite entre San Diego y National City), al sur con la calle Paradise Valley (límite con el vecindario de Bay Terraces de San Diego), al norte con la Ruta Estatal 54 de California (límite entre San Diego y Bonita), y al oeste con Dusk Drive y la calle Potomac (otor límite con Bay Terraces).
Las escuelas públicas elementales localizadas en Paradise Hills incluye a Robert E. Lee Elementary, Paradise Hills Elementary y Oliver Hazard Perry Elementary. Las escuelas públicas de secundaria para los residentes del área de Paradise Hills son Bell Middle School (junto a South Bay Terraces) y Samuel F.B. Morse High School (junto a North Bay Terraces). La escuela principal privada del área es St. Michael's Catholic School (Kindergarten desde el 8.º grado).